# الوكالة الدولية للطاقة الذرية
الوكالة الدولية للطاقة الذرية هي منظمة غير حكومية مستقلة وتعمل تحت إشراف الأمم المتحدة تأسست بتاريخ 29 يونيو 1957 بغرض تشجيع الاستخدامات السلمية للطاقة النووية والحد من التسلح النووي وللاضطلاع بهذه المهمة، تقوم بأعمال الرقابة والتفتيش والتحقيق في الدول التي لديها منشآت نووية.
المقر الرئيسي للوكالة الدولية للطاقة الذرية يقع في مدينة فيينا بالنمسا
كما يوجد مكاتب لتنسيق العمليات ومكاتب إقليمية تقع في جنيف – سويسرا، نيويورك - الولايات المتحدة الأمريكية، تورنتو – كندا، وطوكيو - اليابان.
وتدير الوكالة أو تدعم المراكز البحثيه والمختبرات العلمية في فيينا وسايبرسدورف بالنمسا. موناكو وتريستا بإيطاليا.

## قائمة المديرين العامين
| الاسم               | الجنسية  | الفترة                               | المدّة بالسنوات |
| ------------------- | -------- | ------------------------------------ | -------------- |
| دبليو. ستيرلينغ كول | أمريكي   | 1 ديسمبر 1957 – 30 نوفمبر 1961       | 4              |
| جون إكلوند (سياسي)  | سويدي    | 1 ديسمبر 1961 – 30 نوفمبر 1981       | 20             |
| هانز بليكس          | سويدي    | 1 ديسمبر 1981 – 30 نوفمبر 1997       | 16             |
| محمد البرادعي       | مصري     | 1 ديسمبر 1997 – 30 نوفمبر 2009       | 12             |
| يوكيا أمانو         | ياباني   | 1 ديسمبر 2009 – 18 يوليو 2019        | 9              |
| كورنيل فيروتا       | روماني   | 25 يوليو 2019 – 2 ديسمبر 2019        | 0.33           |
| رافايل غروسي        | أرجنتيني | 3 ديسمبر 2019 – لا يزال على رأس عمله | 5              |

## التشكيل الإداري
| المنصب                                                                             | الاسـم              |
| ---------------------------------------------------------------------------------- | ------------------- |
| المدير العام                                                                       | رافايل غروسي        |
| رئيس قسم الأمن والسلامة النووي                                                     | خوان كارلوس لينتيخو |
| رئيس قسم الطاقة النووية Department of Nuclear Energy                               | ميخائيل شوداكوف     |
| رئيس قسم الضمانات والتحقق Department of Safeguards                                 | ماسيمو أبارو        |
| رئيس قسم التعاون التقني Technical Cooperation                                      | يانغ دازهو          |
| رئيس قسم العلوم والتطبيقات النووية Department of Nuclear Sciences and Applications | نجاة مختار          |
| رئيس قسم الإدارة Department of Management                                          | ماري أليس هايوارد   |

## فريق العمل
يبلغ فريق امانة (سكرتارية) الوكالة 2200 فردمتعددي التخصصات المهنية (العلمية والتقنية والإدارية والمهنية) وموظفي دعم من أكثر من 90 بلدا.
كما يشمل الجهاز الإداري للوكالة منظومة متكاملة من الموظفين كخبراءالكمبيوتر، الكتاب والناشرين والمحررين والمترجمين والمترجمين الفوريين، وخبراء الاتصالات والمحاسبين المهنيين وخبراء ماليين، ومنظمو المؤتمر وأنظمة إدارة، لبقى سير العمل على أعلى كفاءة، ولفتح قنوات لتابدل المعلومات ولإبلاغ الهيئات بالمعلومات ذات الصلة بالتطور النووي العالمي.

## الهيكل التنظيمي
أ-المؤتمر العام:
عدد الأعضاء 134 عضوا، يعقد اجتماعا سنويا.
ب- مجلس المحافظين:
يضم 35 عضوا يتم اختيارهم كالتالى :
- 13 عضوا يتم اختيارهم من خلال المجلس وتكون عضويتهم لمدة سنة.
- 11 عضوا يتم انتخابهم كل عام من قبل المؤتمر العام وتكون عضويتهم لمدة سنتين ويكون توزيعهم بالشكل التالي:
- 5 من أمريكا اللاتينية
- 4 من أوروبا الغربية
- 3 من شرق أوروبا
- 4 من أفريقيا
- 2 من الشرق الأوسط وجنوب آسيا
- 1 من جنوب شرق آسيا والمحيط الهادي
- 1 من الشرق الأقصى
- 1 (بالتناوب) من الشرق الأوسط وجنوب آسيا أو جنوب شرق آسيا والمحيط الهادي أو الشرق الأقصى
- 1 (بالتناوب) من الشرق الأوسط، جنوب آسيا أو جنوب شرق آسيا والمحيط الهادي أو أفريقيا

## برامج ومهام الوكالة
- مهام الوكالة توجهها مصالح وحاجات الدول الأعضاء، الخطط الاستراتيجية والرؤية المجسدة في النظام الأساسي للوكالة.
- تحدد برامج وميزانيات الوكالة من خلال هيئات صنع القرار بها والتي تتشكل من 35 عضو من مجلس المحافظين والمؤتمر العام من جميع الدول الأعضاء.
- تقوم الوكالة بإصدار تقارير دورية عن أنشطتها بشكل دوري أو عن قضايا أو مسائل المفوضة إلى مجلس الأمن والجمعية العامة للامم المتحدة.
- تعمل على تشجيع الاستخدامات المأمونة والسلمية للطاقة الذرية مع توقي استخدامها المدمر.
- تعمل على أن تكون المحفل العالمي لتقاسم المعارف والتقنيات النووية بين البلدان الصناعية والنامية على حد سواء.

هنالك ثلاثة محاور رئيسية -أو مجالات للعمل- تساند وتؤيد مهمة الوكالة: السلامة والأمن، العلوم والتكنولوجيا، الضمانات والتحقق.

## الموارد المالية

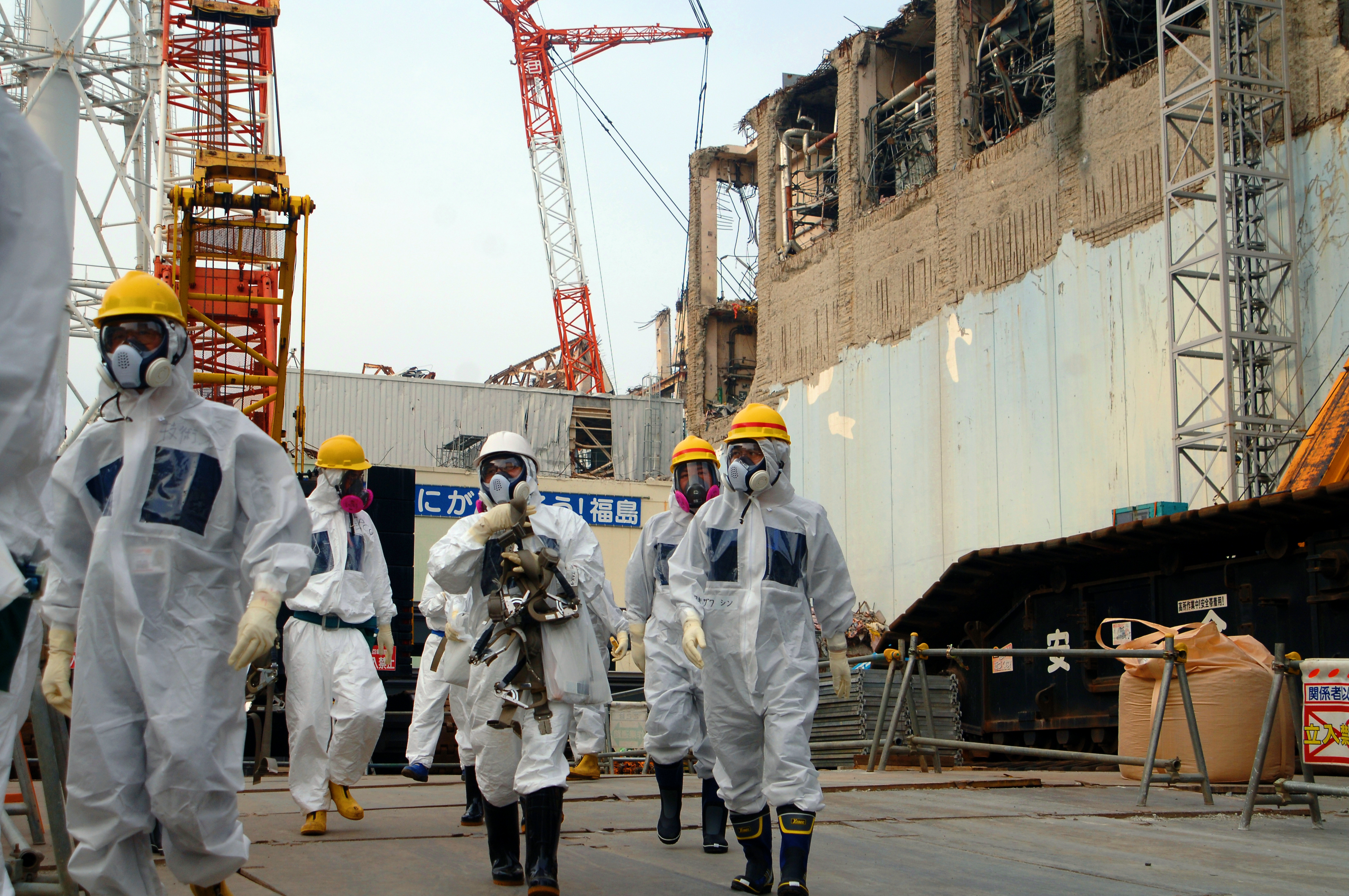
خبراء الوكالة في محطة فوكوشيما دايتشي للطاقة النووية 4.

وتشمل الموارد المالية للوكالة الميزانية العادية والتبرعات. الميزانية العادية لعام 2007 تبلغ 283611000 يورو و340 مليون دولار
الرقم المستهدف للتبرعات لصندوق التعاون التقني لعام 2007 هو 80 مليون دولار.

## دعائم التعاون النووي
تعمل الوكالة الدولية للطاقة الذرية من أجل الأمن والحث من الاستخدامات السلميه للعلوم والتكنولوجيا النووية. ودورها الرئيسي هو الإسهام لتحقيق السلام والأمن الدوليين، وان أهداف الألفية هي تحقيق التنمية الاجتماعية، والاقتصادية والبيئية.
- ثلاثة محاور رئيسية أو مجالات عمل أساسية تساند وتؤيد مهمة الوكالة:

1- تعزيز الضمانات والتحقق للوكالة الدولية للطاقة الذرية بالتفتيش النووي في العالم، مع أكثر من أربعة عقود من إثبات (التحقق) من التجربة. ويتمثل عمل المفتشين في التأكد من المواد النووية والأنشطة النووية غير مستخدمة لأغراض عسكرية. كما أن الوكالة مسؤلة عن الملف النووي في العراق كما قرر ذلك مجلس الأمن وحاليا الملف الإيراني. تعمل الوكالة على منع المزيد من انتشار الأسلحة النووية.
مجالات الأنشطة الرئيسية:
- الضمانات: تراقب الوكالة الدولية للطاقة الذرية المنشآت النووية وما يتصل بها بموجب اتفاقيات الوقاية مع أكثر من 140 دولة. معظم الاتفاقات مع الدول التي التزمت دوليا بعدم حيازه الأسلحة النووية، وهي تتم وفقا للنظام العالمي لمعاهدة عدم انتشار الأسلحة النووية.
- التحقق في العراق: بموجب قرارات مجلس الأمن أخذت الوكالة الدولية للطاقة الذرية بالتفتيش والتحقق من وجود أي أنشطة ذات علاقة بالتسليح النووي العراق. وتنفذ انشطه الوكالة خلال مكتب العراق للتحقق النووي (إنفو INVO). وبالإضافة إلى ذلك، تقوم الوكالة بمساعدة جهود المجتمع الدولي في نزع السلاح النووي. ففي إطار مبادره ثلاثية مشتركة مع روسيا والولايات المتحدة كان للوكالة خطوات تدعيم للتحقق من أن هذين الدولتين قد تخلتا عن الأسلحة والمواد الانشطاريه الأخرى في برامجها الدفاعية. ويعد قسم الضمانات بالوكالة المحور التنظيمي لتنفيذ ضمانات الوكالة، وبالمشاركة مع إنفو المسؤول عن الملف النووى العراقي ذو صلة بقرارات مجلس الأمن

2- تعزيز السلامة والأمن: تساعد الوكالة الدولية للطاقة الذرية البلدان على تحسين السلامة والأمن النوويين، والاستعداد والاستجابة للطوارئ. وهذا العمل محكوم بالاتفاقيات والمعايير والتوجيهات الدولية. والهدف الرئيسي هو حمايه الناس والبيئة من الآثار الضاره للإشعاع. وقسم إدارة السلامة والأمن النوويين هي المحور التنظيمي لهذا العنصر من عمل الوكالة.
وهناك مجموعتين من الأنشطة تستهدف أولويات العمل:
- في المجال السلامة: فإنها تشمل المنشآت النووية والمصادر المشعه ونقل المواد المشعه والنفايات المشعه. فالعنصر الأساسي هو إنشاء وتعزيز تطبيق معايير السلامة الدولية لإدارة وتنظيم الأنشطة تشمل المواد النووية والمواد المشعه.
- وفي المجال الأمني: فإنها تشمل المواد النووية والمشعه، وكذلك المنشآت النوويه، ويتركز جهودها على مساعدة الدول على منع وكشف والرد على العمليات الارهابية أو غيرها من الأعمال المحظورة مثل حيازه واستخدام ونقل الأسلحة النووية والاتجار بها، وكذلك حمايه المنشآت النووية وإبعادها عن أي عمل تخريبي.

3- تعزيز العلم والتكنولوجيا: الوكالة العالمية هي نقطة التمركز العالمية لتنسيق تعبئة (توجيه) الاستخدامات السلميه للعلوم والتكنولوجيا النووية لاحتياجات الهامة للبلدان الناميه. والجهود تساهم في محاربة الفقر والمرض وتلوث البيئة وغيرها من اهداف التنمية المستدامة.
أهم مجالات العمل:
- التعاون التقني: تدعم الوكالة المشاريع التعاونية التي تهدف إلى تحقيق مزايا اجتماعية واقتصادية ملموسة للناس في البلدان الناميه. وتقوم العديد من الشراكات وقنوات تقديم الخدمات والمعدات الخاصة والتدريب وغيرها من اشكال الدعم.
- البحث والتطوير: بالاشتراك مع المعاهد والمختبرات في جميع أنحاء العالم، تقوم الوكالة بتدعيم البحث والتطوير بشأن المشاكل الحيوية التي تواجه البلدان الناميه.وبتوجيه جهود العمل نحو الغذاء والصحة والمياه والبيئة ومجالات التكنولوجيا النووية والاشعاعيه قد يؤدي إلى حدوث فارق ملموس.
- الطاقة والكهرباء: تقوم الوكالة بمساعدة البلدان على تقييم وتخطيط احتياجاتها من الطاقة، بما في ذلك المنشآت النووية لتوليد الكهرباء. الرئيسية التشديد على دور «المبتكره» والمتطوره الحيوية إلى الاجتماع العالمي للزيادة الاحتياجات من الطاقة. وتم إعداد تشديدات وقيود بشأن دور التقنيات المتقدمة والمبتكرة لمواجهة احتياجات العالم المتزايده للطاقة.

## العلاقة مع الأمم المتحدة

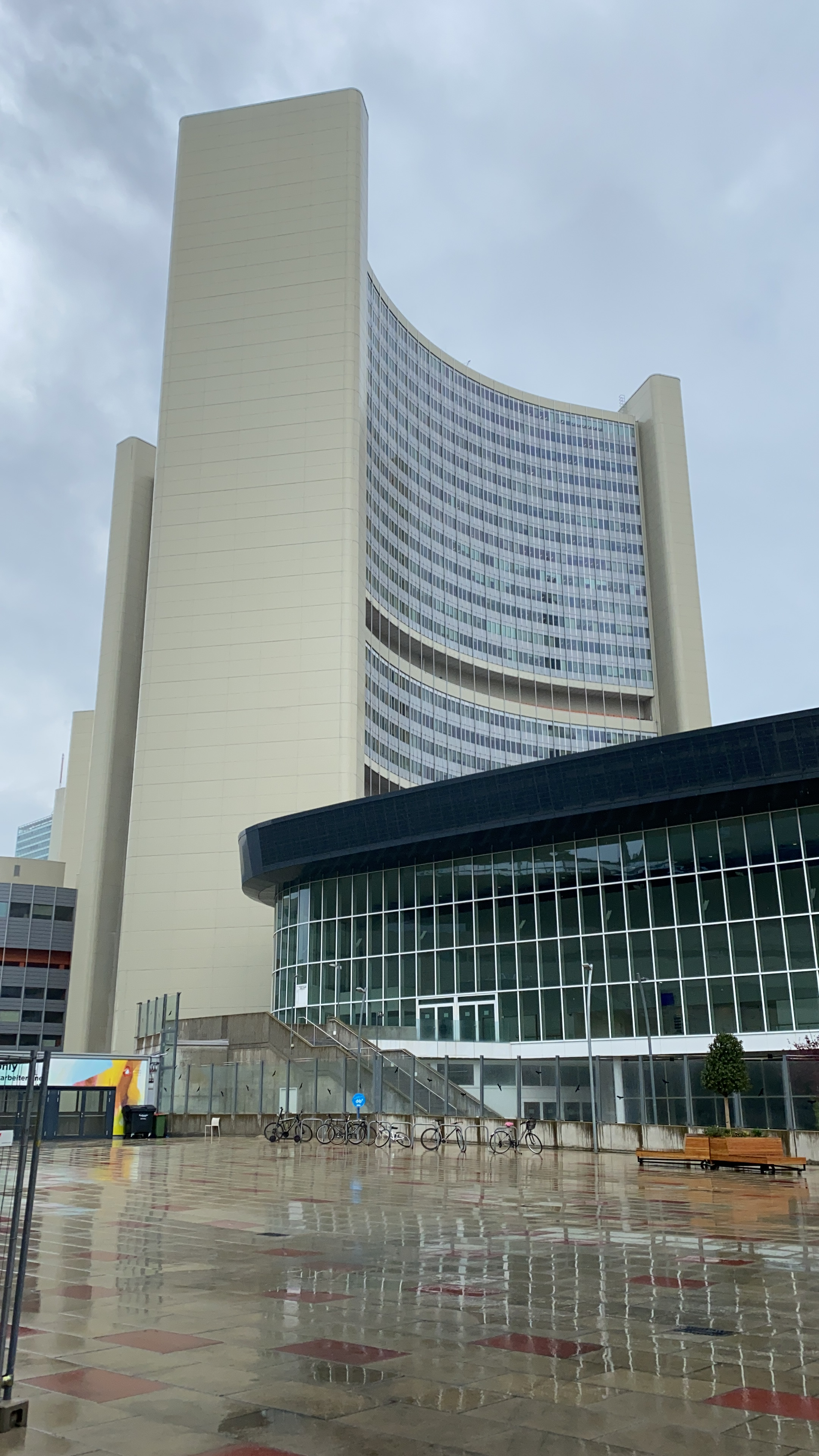
مبنى الوكالة الدولية للطاقة الذرية في فيينا

كمنظمة دولية مستقلة ذات صلة بمنظومة الأمم المتحدة، فإن علاقة الوكالة مع الأمم المتحدة منظمة من خلال اتفاقية خاصة والتي من بنودها أن الوكالة الدولية للطاقة الذرية تقدم تقريرا سنويا إلى الجمعية العامة للامم المتحدة، وكذلك عند الاقتضاء، إلى مجلس الأمن حول عدم امتثال الدول لالتزاماتها المتعلقة بالإجراءات الوقائية فضلا عن المسائل المتعلقة بالسلام والأمن الدولي.

## اتفاقيات التعاون الإقليمية
هناك أربعة مجالات تعاون إقليمية داخل الوكالة الدولية للطاقة الذرية، وتهدف لتبادل المعلومات وتنظيم المؤتمرات في مناطقها:

### AFRA
اتفاقية التعاون الإقليمي الإفريقي للبحث والتطوير والتدريب في مجال العلوم والتكنولوجيا النووية (AFRA):
- الجزائر
- تشاد
- كينيا
- المغرب
- جنوب إفريقيا
- أنغولا
- ساحل العاج
- ليسوتو
- موزمبيق
- السودان
- بنين
- جمهورية الكونغو الديمقراطية
- ليبيا
- ناميبيا
- تنزانيا
- بوتسوانا
- مصر
- مدغشقر
- النيجر
- تونس
- بوركينا فاسو
- إرتريا
- مالاوي
- نيجيريا
- أوغندا
- بوروندي
- إثيوبيا
- مالاوي
- السنغال
- زامبيا
- الكاميرون
- الغابون
- موريتانيا
- سيشل
- زيمبابوي
- جمهورية إفريقيا الوسطى
- غانا
- موزمبيق
- سيشل

### ARASIA
الاتفاقية التعاون مع الدول العربية في آسيا للبحث والتطوير والتدريب في مجال العلوم والتكنولوجيا النووية (ARASIA):
- العراق
- الأردن
- لبنان
- السعودية
- عُمان
- قطر
- سوريا
- الإمارات العربية المتحدة
- اليمن

### RCA
اتفاقية التعاون الإقليمي للبحث والتطوير والتدريب ذات الصلة بالعلوم والتكنولوجيا النووية لآسيا والمحيط الهادئ (RCA):
- أستراليا
- بنغلاديش
- كمبوديا
- الصين
- فيجي
- الهند
- إندونيسيا
- اليابان
- كوريا الجنوبية
- لاوس
- ماليزيا
- منغوليا
- ميانمار
- نيبال
- نيوزيلندا
- باكستان
- بالاو
- الفلبين
- سنغافورة
- سريلانكا
- تايلاند
- فيتنام

### ARCAL

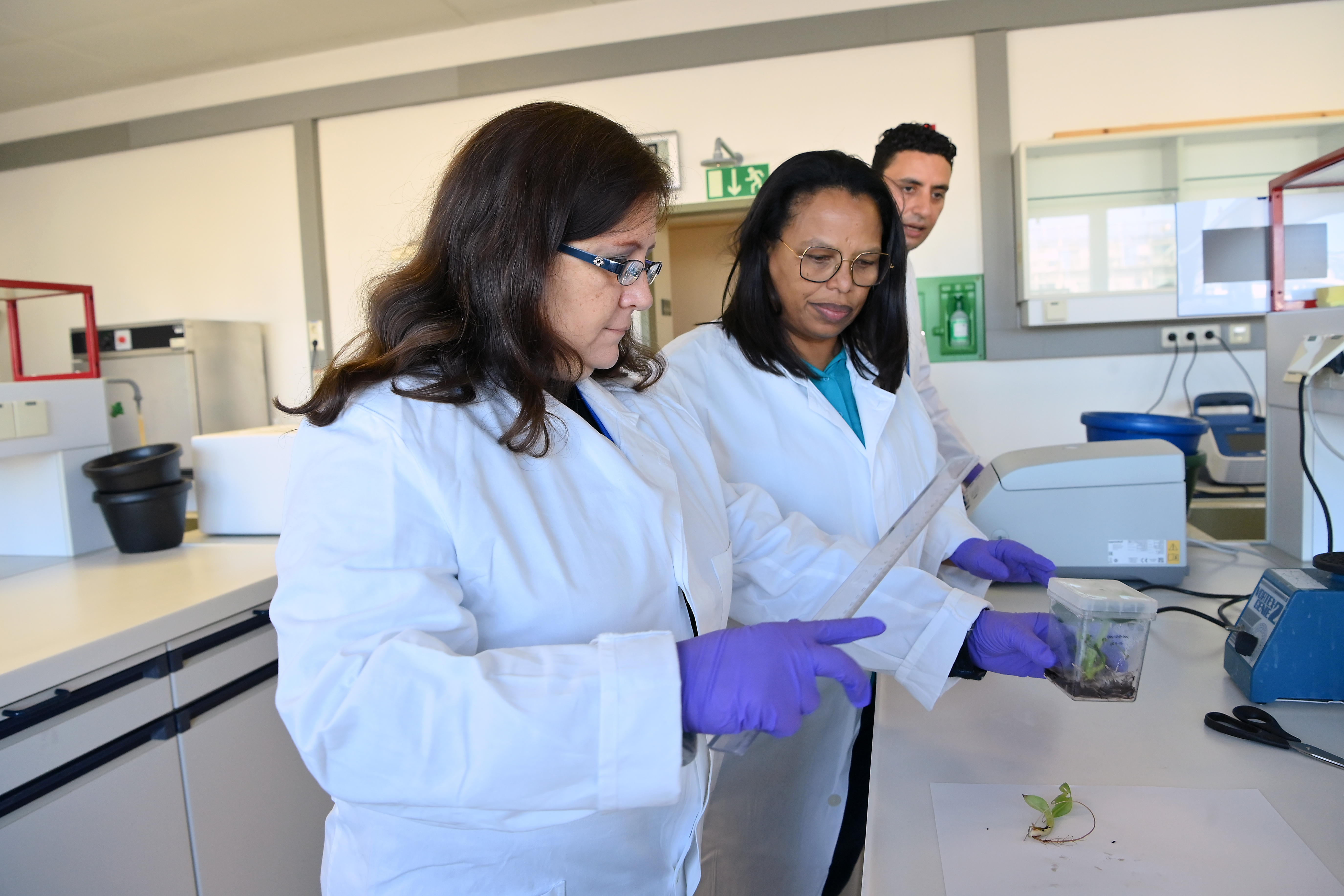
زملاء الوكالة الدولية للطاقة الذرية من أمريكا اللاتينية في الدورة التدريبية الإقليمية حول تربية الطفرات وتقنيات تعزيز الكفاءة لمقاومة ذبول الموز فيوزاريوم TR4، 2022

اتفاقية التعاون لتعزيز العلوم والتكنولوجيا النووية في أمريكا اللاتينية ومنطقة البحر الكاريبي (ARCAL):
- الأرجنتين
- بوليفيا
- البرازيل
- تشيلي
- كولومبيا
- كوستاريكا
- كوبا
- الإكوادور
- السلفادور
- غواتيمالا
- هايتي
- هندوراس
- جامايكا
- المكسيك
- نيكاراغوا
- بنما
- باراغواي
- بيرو
- جمهورية الدومينيكان
- الأوروغواي
- فنزويلا

## وصلات خارجية
- الموقع الرسمي للوكالة الدولية للطاقة الذرية (بالعربية)